# اوسانا سارگیس‌بکیان
اُوسانا سمباتی سارگیس‌بکیان (ارمنی: Օվսաննա Սմբատի Սարգիսբեկյան؛  ۱۰ اوت ۱۸۹۷ – ۳۰ آوریل ۱۹۸۹) یک بازیگر اهل ارمنستان بود. وی بین سال‌های ۱۹۱۷ تا؟ میلادی فعالیت می‌کرد.

## زندگی‌نامه
وی در ۱۰ اوت ۱۸۹۷ در شماخی به دنیا آمد . وی در فعالیت تئاتر دولتی ارمنی باکو  (از ۱۹۲۵) و تئاتر دراماتیک ارمنی استپاناکرت (از ۱۹۳۶) می‌کرد. وی همچنین برندهٔ جوایزی همچون هنرمند افتخاری جمهوری سوسیالیستی آذربایجان شوروی شده است. وی در ۳۰ آوریل ۱۹۸۹ در ۹۱ سن سالگی در باکو درگذشت.

## گزیده تئاترشناسی
از تئاترهایی که وی در آن نقش داشته است می‌توان به آثار زیر اشاره کرد.
| نقش      | نقش به ارمنی | نویسنده             | عنوان            | عنوان به ارمنی   |
| -------- | ------------ | ------------------- | ---------------- | ---------------- |
| سانام    | Սանամ        | آلکساندر شیروانزاده | ناموس            | Նամուս           |
| زارنیشان | Զառնիշան     | آلکساندر شیروانزاده | روح شیطان        | Չար ոգի          |
| روزالیا  | Ռոզալիա      | آلکساندر شیروانزاده | برای شرف         | Պատվի համար      |
| پایدزار  | Պայծառ       | نائیری زاریان       | نزدیک چشمه       | Աղբյուրի մոտ     |
| گرترود   | Գերտրուդ     | ویلیام شکسپیر       | هملت             | Համլետ           |
| گالچیخا  | Գալչիխա      | آلکساندر آستروفسکی  | گناهکاران بی‌گناه | Անմեղ մեղավորներ |

## یادداشت
1. ↑  Armenian State Theater of Baku
2. ↑  Armenian Dramatic Theater of Stepanakert